# Balkan-Nephropathie

Balkan-Nephropathie

Die Balkan-Nephropathie, auch Danubian endemic familial nephropathy (DEFN), eine Form der interstitiellen Nephritis, ist eine Nierenerkrankung, die chronisch verläuft und schließlich zu einer tödlichen  Niereninsuffizienz führt. Der sonst meist mit Nierenerkrankungen einhergehende Bluthochdruck fehlt hier zunächst. Die Erkrankung tritt endemisch (ausschließlich) in einigen ländlichen Regionen des Donautales und dessen Seitentälern im Balkan auf, und zwar in Bosnien, Bulgarien, Kroatien, Rumänien und Serbien.
Die Ursache der erstmals Mitte der 1950er Jahre beschriebenen und 1956 in den ICD formell anerkannten Erkrankung war trotz intensiver Untersuchungen jahrzehntelang unklar. Man vermutete unter anderem Schimmelpilzgifte (Mykotoxine), pflanzliche Arzneimittel der Volksmedizin (Phytotoxine), Schwermetalle, Viren oder Mangel an Spurenelementen.
Mitte 2007 wurden Forschungsergebnisse eines Teams der US-amerikanischen Stony Brook University veröffentlicht, die der Hauptursache auf die Spur kamen. Ursächlich ist demnach vor allem eine Vergiftung durch mehrjährigen Verzehr von Brot, dessen Mehl aus mit Aristolochiasäuren verunreinigtem Weizen der Region gemahlen wurde. Die Verunreinigung des Getreides rührt von Samen der Gewöhnlichen Osterluzei (Aristolochia clematitis, auch Biberkraut genannt) her, einem in dieser Region nicht seltenen Ackerunkraut. Die relativ armen Bauern in dieser Region konnten das Unkraut in den Getreidefeldern bisher nicht dezimieren, da sie sich keine teuren Herbizide leisten können. Ein ernst zu nehmendes Risiko des Auftretens einer Nephropathie besteht bei rund 100.000 Menschen der betroffenen Balkanregion.
Mit der Balkan-Nephropathie geht häufig auch eine ansonsten seltene Krebserkrankung des Urothelgewebes der oberen Harnwege einher. Stoffwechselprodukte des Biberkrauts binden sich an die DNA und lösen dort Mutationen unter anderem am Tumorsuppressorprotein p53 aus, so dass dessen Funktion im menschlichen Tumorschutzsystem beeinträchtigt wird.